# 960

## Evenimente
- Întemeierea dinastiei Song.

## Nașteri
- Abu Nasr Mansur, matematician persan din Epoca de aur a islamului (d. 1036)

- Olaf I, rege al Norvegiei (995–1000), (d. 1000)

- Theofania, soția împăratului Otto al II-lea (d. 991)

## Decese
- dată necunoscută: Ahmad ibn Fadlan  (n. 879)
- dată necunoscută: Landulf al III-lea de Benevento  (n. ?)
- 10 octombrie: Adela de Vermandois  (n. 916)